# Стадион малих спортова у Суботици
Стадион малих спортова у Суботици је отворено клизалиште у Суботици. Користи га хокејашки клуб Спартак.
Стадион је изграђен 1963. године, док су рефлектори и лед постављени шест година касније. Капацитет стадиона је 4.000 места.
У плану је било да се стадион покрије, али до тога није дошло због тога што би бетонски носачи крова захватили простор ван стадиона. Ипак током 2013. године очекује се да се покрије стадион и тако постане ледена дворана како би се несметано играле утакмице. Овај пут ради се о лакој конструкцији, која је много јефтинија варијанта.